# 博爾赫灣
60°43′S 45°37′W / 60.717°S 45.617°W
博爾赫灣（挪威語：Borge Bay）是南極洲的海灣，位於南奧克尼群島，處於巴林角和貝恩特森角之間，在1912年由挪威捕鯨船長繪入地圖，現時由南極條約體系管理。